# Hubert Van Innis
Gerard Theodor Hubert Van Innis (ur. 24 lutego 1866 w Elewijt, zm. 25 listopada 1961 w Zemst) – belgijski łucznik, wielokrotny medalista olimpijski.

## Lata młodości
W dzieciństwie dostarczał mleko do mieszkańców okolicznych wsi. Od najmłodszych lat trenował łucznictwo, a pierwszy sukces w tym sporcie osiągnął w wieku 16 lat.

## Kariera
W 1900 po raz pierwszy wystąpił na igrzyskach olimpijskich. Do występu na tych zawodach nakłonili go koledzy, którzy wraz z nim polowali na ptactwo wodne z użyciem łuku. Na igrzyskach wystartował w au chapelet z 33 i 50 m oraz au cordon doré z 33 i 50 m. W au chapelet (33 m) wywalczył złoty medal, a w tej samej konkurencji (50 m) zajął 4. miejsce. Zdobył też złoto w au cordon doré (33 m) i srebro w tej samej konkurencji (50 m). Ponadto wywalczył srebrny medal w championnat du monde, która początkowo nie była uznawana za olimpijską.
W 1920 ponownie wziął udział w igrzyskach olimpijskich. Zdobył na nich złoto w zawodach indywidualnych w strzelaniu do celu ruchomego z 28 m ze 144 pkt i 33 m ze 139 pkt i drużynowych w strzelaniu do celu ruchomego z 33 m i 50 m oraz srebro w zawodach indywidualnych w strzelaniu do celu ruchomego z 50 m ze 106 pkt i drużynowych z 28 m. Jest najbardziej utytułowanym łucznikiem w historii igrzysk.
W 1933 został mistrzem świata w zawodach drużynowych. Zajął także 4. miejsce w zawodach indywidualnych. Ponadto został drużynowym wicemistrzem globu w 1934 i 1935 roku.

## Upamiętnienie
Ma pomnik w swoim rodzinnym mieście.

## Życie prywatne
Miał trzy córki. Jego wnuk, Philippe Prieels oraz prawnuczka, Sarah Prieels, także uprawiali łucznictwo. Z zawodu był architektem.